# Ralls (Texas)
Ralls est une petite ville située au centre-est du comté de Crosby, au Texas, aux États-Unis,.

## Démographie
Lors du recensement de 2010, la ville comptait une population de 1 944 habitants. Elle est estimée, en 2019, à 1 975 habitants.

### Source de la traduction
- (en) Cet article est partiellement ou en totalité issu de l’article de Wikipédia en anglais intitulé « Ralls, Texas » (voir la liste des auteurs).